# Emerson College
Emerson College es una universidad privada ubicada en Boston, Massachusetts (Estados Unidos), que se enfoca en "comunicación y artes". Fundada en 1880 por Charles Wesley Emerson como una "escuela de oratoria" en Boston, el campus principal del Emerson College está situado cerca del parque Boston Common en lo que una vez fue la zona de combate. Asimismo, mantiene sedes en Los Ángeles y la ciudad de Well, Holanda. La institución es propietaria y administradora del Cutler Majestic Theatre.
El Emerson College afirma ser "el único colegio o universidad en Estados Unidos dedicado exclusivamente a la comunicación y las artes en el contexto de las artes liberales." Ofrece más de 37 programas de licenciatura en artes y comunicación. La universidad está acreditada por la Asociación de Nueva Inglaterra de Escuelas y Facultades.

## Historia

### Orígenes
Charles Wesley Emerson fundó el Boston Conservatory of Elocution, Oratory, and Dramatic Art en 1880, un año después que la Universidad de Boston hubo cerrado la Escuela de Oratoria. Las clases se celebraron en 13 Pemberton Square en Boston. Diez estudiantes se matricularon en el conservatorio de primera clase. Al año siguiente, el conservatorio cambió su nombre por el de "Monroe Conservatory of Oratory", en honor del profesor de oratoria de Charles Emerson en la Universidad de Boston  Monrore B. Lewis. En 1890, el nombre cambió de nuevo a "Emerson College of Oratory" y más tarde se redujo a Emerson College en 1939.

### Temprana expansión y crecimiento
Recibió una ampliación al rentar un espacio en el 36 Bromfield Street, y se trasladó a Odd Fellows Hall en las calles Berkeley y Tremont en el South End de Boston. Con la nueva ubicación, la primera biblioteca del instituto se estableció en 1892. Henry Southwick, un miembro del cuerpo docente, se convirtió en un socio financiero de la universidad. Esta asociación financiera condujo a la compra del Boston School of Oratory de Moses T. Brown en 1894. 
En los umbrales del siglo XXI, miembros del profesorado adquirió el colegio al doctor Emerson. Poco después, el colegio alquiló un nuevo emplazamiento en Chickering Hall. 
Charles Emerson se jubiló en 1903 y William J. Rolfe, académico y actor shakespireano , fue nombrado segundo Presidente del Emerson College. Su servicio como presidente duró hasta su jubilación en 1908. 
El tercer presidente Henry Lawrence Southwick, de la universidad introdujo los estudios de actuación y escenificación en el currículo universitario. 
Durante su mandato, la universidad alquiló un nuevo edificio en la avenida Huntingtony se le concedió el derecho a la adjudicación del grado de Licenciado en Interpretación Literaria (BLI). La escuela también abrió su primer curso en periodismo en 1924.

### Reestructuración administrativa
En 1930, carga completa y el control del Colegio fue trasladado a la Junta de Síndicos (Board of Trustees).
En 1931, el primer curso de radiodifusión, fue impartido por la director del programa de WEEI, una estación de radio AM de Boston. 
La universidad compró edificios en las calles 130 y 128, un año más tarde comenzó la primera presencia de Emerson College en el área del Back Bay en Boston. Emerson mantuvo la propiedad de estos edificios hasta el verano de 2003. 
En los años siguientes, la universidad dictó el primer programa de pregrado en radiodifusión y periodismo de radiodifusión (1937) en los Estados Unidos. Ese año se le da a la institución el derecho de conceder los títulos de Máster en Artes.

### Era Posguerra
Boylston Green fue el primer presidente sin previa de asociación con la universidad, Green puso su experiencia como decano de estudiantes en actividades extracurriculares, entre ellas el establecimiento actividades estudiantiles pagas. Estos esfuerzos condujeron a la primera publicación del periódico estudiantil, The Berkeley Beacon en 1947, aún hoy en producción. 
Emerson también vio gran desarrollo en su programa de radiodifusión. Un certificado de un año para radiodifusión se ofreció a través de clases nocturnas. La Comisión Federal de Comunicaciones galardonó a la institución con una licencia de transmisión de 10 vatios en 1949. WERS la primera estación de radio FM educativa de New England. La energía de la estación se incrementó a 300 vatios tres años más tarde, y 18000 vatios en 1953. 
Al comienzo de la década de 1950, Emerson College se convirtió en un miembro de la New England Association of Colleges and Secondary Schools.

### La crisis financiera de 1952
La universidad sufrió una grave crisis financiera en 1952 y solicitó 50.000 dólares en financiación de emergencia. Para ese momento, el presidente de la corporación señaló que, sin estos fondos, la universidad tenía tres alternativas: ir a la quiebra, vender, o unirse con otra institución. Liderados por el Consejo Nacional de Exalumnos, se inició una campaña para mejorar la situación financiera de la universidad. Los esfuerzos condujeron a la dimisión del Consejo de Síndicos, que fue reemplazado principalmente por exalumnos. La nueva junta eligió a un exprofesor de historia de Emerson, S. Justus McKinley, como el 5.º presidente del Emerson College.

### El aumento de problemas financieros
Fuera de la crisis financiera, la universidad comenzó a desarrollar sus programas con nuevas instalaciones. 
En 1953, Emerson abrió la The Robbins Speech and Hearing Clinic en 145 Beacon Street, y posteriormente el programa para la promoción de las Ciencias y Trastornos de la Comunicación. Un estudio de televisión se hizo en 1954 con la transmisión en circuito cerrado de televisión del primer programa el año siguiente como WERS-TV. 
La escuela fueautorizado a conceder títulos honoríficos en Licenciatura y Master en Ciencias del Discurso, y Licenciaturas en Música en unión con la Longy School of Music . 

### Back Bay como campus del Emerson
En la década de 1960, la totalidad del Emeson College se ubicaba en el área del Back Bay de Boston.
En 1967, Richard Chapin, ex Decano de la Escuela de Negocios de Harvard, fue nombrado como el séptimo presidente de Emerson College. 
Un comité de planificación Académico aprobó un nuevo plan de estudios de educación general. El primer nivel de este programa sustituía los requisitos de estudios generales con un período de dos años de cursos interdisciplinarios de estudio y materias electivas. Con el fin de acomodar este nuevo programa fue comprado el edificio en la calle 67-69 Brimmer, naciendo de esta forma el Instituto de Estudios Interdisplainarios de la universidad. Un año más tarde (1972), el colegio adquirió autorización para conceder los grados de Licenciado en Ciencias, Licenciado en Bellas Artes (BFA), y Máster en Bellas Artes.

### Traslado del Emerson College
En 1989 el Emerson adquirión el Kasteel Well en Holanda  y se convirtió en la casa del Programa Emerson en el extranjero (ahora se le llama Programas Externos). 

### Renacimiento
Jacqueline Weis Liebergott fue designada como presidente en 1993 y se convirtió en la primera mujer presidente de la universidad. Poco después, se presentó un plan maestro de mejoras de 10 años a la Autoridad de Reurbanización de Boston en el que participa la universidad y se desplazan al Theatre District (también conocido en ese momento como la zona de combate, (Boston Common). Desde mediados de la década de 1990 la universidad progresivamente de muda al área del Boston Common, adquiriendo el teatro Cutler Majestic.
En 2005, la escuela adquirió el complejo histórico Paramount Theatre frente a la calle Washington con los planes de construir un nuevo complejo en el sitio. El complejo incluirá un 550-asiento principal escenario de teatro existentes en el interior del Teatro Paramount y un teatro negro de 125 asientos en un nuevo edificio adyacente. Los planes también incluyen una sala de proyecciones de cine de 200 asientos, ocho estudios de ensayo que van desde 700 a 1900 pies cuadrados, seis pequeños espacios de ensayo, un buen escenario para los estudiantes de cine y una nueva tienda escena. En el otoño de 2006, la escuela adquirió el Teatro Colonial adyacente al Little Building, a medida que continúa la consolidación de su campus en el lado sur del Boston Common.

## Alumnos notables
- Glenn Branca
- Sam Doumit
- Gina Gershon
- Adam Green
- Jay Leno
- Denis Leary
- Henry Winkler
- Kevin S. Bright
- Norman Lear
- Maria Menounos
- Brandon Lee
- Spencer Tunick
- Andy Wachowski
- David Cross
- Anthony Clark
- Bill Burr
- Alejandra Azcárate
- Hassan Nassar
- Kerem Bürsin
- Jennifer Coolidge